# Réforme de la carte judiciaire
 (mars 2022).
Ne doit pas être confondu avec Carte sanitaire.
La carte judiciaire désigne la répartition des tribunaux en France. Jusqu’en 2009, environ 1 200 juridictions existent sur le territoire national, selon une carte judiciaire datant de 1958. L’inadéquation entre la répartition des juridictions françaises et les évolutions démographiques ont conduit à une réflexion sur la réforme de la carte judiciaire dans l’intérêt de l’efficacité de la justice et afin de réaliser des économies d’échelle.

## Historique
La précédente réforme de la carte des juridictions date de 1958. 

### Projet de réforme de 2007
La ministre de la Justice Rachida Dati met en place une réforme dès juillet 2007.
Certains des 35 cours d'appel et des 181 tribunaux de grande instance devaient être soit fusionnés, soit supprimés, afin de ne garder, en théorie, qu'une cour d'appel par région administrative, et un tribunal de grande instance par département. Finalement, face à l'opposition des élus locaux et des professionnels de la justice, aucune modification de cet ordre ne fut apportée. Seuls 23 tribunaux de grande instance sont supprimés, réduisant leur nombre à 158 (pour 101 départements). Cette réforme devait également entraîner la suppression de 178 tribunaux d'instance et de 55 tribunaux de commerce
Elle figurait également au programme de la candidate Ségolène Royal .

#### Motivations de cette réforme
La création de juridictions disposant d’une activité et d’une taille suffisantes permet de renforcer la qualité et l’efficacité de la justice sur l’ensemble du territoire :
- en permettant aux magistrats d’acquérir ou de conserver un niveau de technicité nécessaire ;

- en garantissant la continuité du service public de la justice ;

- en améliorant les délais de traitement des contentieux ;

- en facilitant l’accès du justiciable à la justice par la concentration des effectifs de greffe ;

- en mutualisant les ressources humaines et les moyens ;

- en favorisant la mise en œuvre de nouvelles organisations de travail plus rationnelles et plus efficaces.

#### Polémique
Selon les opposants à cette réforme, ces fusions ne résoudront pas les dysfonctionnements d'un système qui est, relativement à la richesse nationale, le plus pauvre en crédits en Europe[réf. nécessaire].

## Mise en place
Deux décrets d'applications, du 15 février 2008, après avis favorable du Conseil d'État, ont été publiés au Journal Officiel du 17 février 2008. Le premier modifie le siège et le ressort des tribunaux d'instance, des juridictions de proximité et des tribunaux de grande instance. Ainsi, au 1er janvier 2011, 178 tribunaux d'instance et 23 tribunaux de grande instance auront été supprimés. Parallèlement, 7 tribunaux d'instance et 7 juridictions de proximité seront créés.
Le tiers des conseils de prud’hommes est supprimé.
En février 2008, une version de la nouvelle carte judiciaire est publiée.
La contestation à Alès (Barreau, fonctionnaires du TGI et Conseil des prudhommes, député-maire) permettra le maintien du Tribunal avec l'ajout d'un canton (ressort du Tribunal d'Instance du Vigan) relevant antérieurement du ressort du TGI de Nimes. Le Tribunal d'instance du Vigan sera fermé au 31 décembre 2009.
Il en sera de même à Moulins, qui n'est toujours pas supprimé en dépit du projet initial.

### Aménagements
Christiane Taubira, Garde des Sceaux, a apporté en juin 2013 de nouveaux aménagements à la carte judiciaire. 
Au vu du rapport d'une mission conduite par Serge Daël, conseiller d’État honoraire, elle a décidé :
- La réimplantation des tribunaux de grande instance de Saint-Gaudens, Saumur et Tulle (avec le maintien du TGI de Brive-La-Gaillarde).

- La mise en place de chambres détachées à Dole, Guingamp et Marmande.

- La mise en place pour Belley et Millau d’un soutien important pour renforcer l’accès au droit et à la Justice avec l’installation de guichets uniques de greffe (GUG) qui permettront de relier ces villes aux TGI (respectivement Bourg-en-Bresse et Rodez) et de faciliter les démarches des justiciables.

Il existe désormais 164 tribunaux de grande instance (21 suppressions), 307 tribunaux d’instance et tribunaux de police (178 suppressions, 7 créations), 210 conseils de prud’hommes (62 suppressions, 1 création), 134 tribunaux de commerce (55 suppressions, 5 créations). Le nombre total de juridictions sur le territoire national est désormais de 815 (chiffres 2017).